# Cessna 170
Cessna 170 je bilo lahko športno letalo, ki ga je proizvajala ameriška Cessna med letoma 1948 in 1956. Cessna 170 je povsem kovinsko letalo, ima visoko nameščeno krilo, ki je podprto s palico in pristajalno podvozje z repnim kolesom. Kasneje so spremenili podvozje v tricikel konfiguracijo in tako je nastala Cessna 172.
Alpski letalski center lesce je leta 1953 kupil prvo letalo Cessna 170 YU-CES v Jugoslaviji za panoramske lete.
Zgradili so okrog 5000 Cessen 170, okrog 2000 jih še leti.

## Specifikacije (170B)
Podatki iz Jane's All The World's Aircraft 1955–56; Bridgman 1955, p. 232.
Splošne značilnosti
- Posadka: 1
- Število sedežev: 3 potniki
- Dolžina: 24 ft 11+1⁄2 in (7,607 m)
- Razpon kril: 36 ft (11 m)
- Višina: 6 ft 7 in (2,01 m)
- Površina kril: 174 sq ft (16,2 m2)
- Vitkost: 7,46:1
- Aeroprofil: NACA 2412
- Teža praznega letala: 1.205 lb (547 kg)
- Bruto teža: 2.200 lb (998 kg)
- Kapaciteta goriva: 160 litrov
- Pogon letala: 1 × Continental C-145-2 6-valjni zračnohlajeni protibatni motor, 145 hp (108 kW)

Zmogljivost
- Maks. hitrost: 140 mph (225 km/h; 122 kn)
- Potovalna hitrost: 120 mph (104 kn; 193 km/h)
- Hitrost pri porušitvi vzgona: 52 mph (45 kn; 84 km/h)
- Trajanje leta: okrog 4-5 ur
- Višina leta (servisna): 15.500 ft (4.724 m)
- Hitrost vzpenjanja: 690 ft/min (3,5 m/s)